# Bodo Fils
Bodo Fils de son vrai nom (Bodo Bodo M’Pambu) est un artiste peintre congolais, né vers 1974 à Kinshasa au Zaïre,.